# Radiologischer Unfall von Lia
Der radiologische Unfall von Lia ereignete sich im Winter 2001/2002 nahe der Stadt Lia in der Munizipalität Zalendschicha in Georgien. Drei Männer fanden Überreste von Radionuklidbatterien und kamen durch die Strahlenexposition zu Schaden.

## Ablauf der Ereignisse

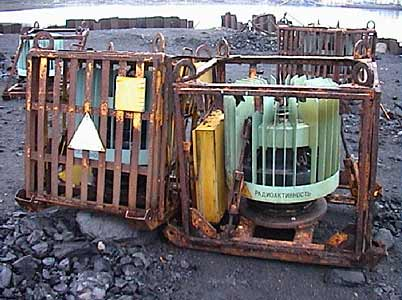
Rostige Radionuklidbatterien wie sie die Männer fanden, hier allerdings in Transportkäfigen und umgeben von Kühlrippen

Am 2. Dezember 2001 fanden drei Männer beim Sammeln von Brennholz in einem abgelegenen Waldgebiet etwa 50 km entfernt von der Ortschaft Lia zwei „wärmende Container“. Schnee und Eis um die circa 10 × 15 cm großen, 8–10 kg schweren, zylindrischen Objekte herum waren geschmolzen und der Boden dampfte. Es handelte sich um vergessene Überreste von Radionuklidbatterien aus der Zeit der Sowjetunion, die seit den frühen 1980er Jahren im Wald lagen. Nicht zuletzt, weil eine Kennzeichnung fehlte, erkannten die Männer die von den Objekten ausgehende Gefahr nicht und nahmen die Container mit in ihr Lager. Sie wollten sich über Nacht an ihnen wärmen und zerlegten sie außerdem teilweise, um das Altmetall zu verkaufen. Bald wurde den Männern „schwindelig und übel“ und sie zeigten Symptome der Strahlenkrankheit.
Lokale Mediziner interpretierten in den folgenden Wochen zunächst die Symptome der Strahlenkrankheit falsch und vermuteten eine Vergiftung oder eine allergische Reaktion. Die Männer wurden erst am 22. Dezember 2001 mit der korrekten Diagnose nach Tiflis in ein Krankenhaus gebracht. Am 4. Januar 2002 ersuchte die Regierung von Georgien die Internationale Atomenergie-Organisation (IAEA) um Hilfe bei der Aufklärung der Situation. Zwei der Patienten wurden in spezialisierte Krankenhäuser im Ausland gebracht, darunter das Militärkrankenhaus Percy in Paris. Mit Hilfe der IAEA konnten die Batterien am 2. Februar 2002 geborgen werden. Die IAEA ermittelte, dass es sich um Strontium-90-Quellen mit einer Aktivität von 1280 TBq und einer Heizleistung von 250 Watt handelte.
Einer der drei Männer starb am 13. Mai 2004 an den Folgen der Verstrahlung. Er hatte in der Nacht vom 2. auf den 3. Dezember für etwa 1 bis 1,5 Stunden sehr nah an der Strahlungsquelle gelegen und war mutmaßlich der höchsten Dosis der drei Männer ausgesetzt gewesen. Da die linke Seite seines Rückens bestrahlt wurde, war bei ihm auch das Herz betroffen.
Nach Angaben der Internationalen Atomenergie-Organisation wurden in dieser Region in den frühen 1980er Jahren insgesamt acht Batterien in Paaren eingesetzt, um Funkrelaisstationen zwischen der Enguri-Staumauer und der Chudoni-Talsperre mit Strom zu versorgen. In den Jahren 1998 und 1999 wurden jeweils zwei Batterien gefunden und geborgen. Zwei der acht Batterien wurden bis heute (Stand: 2014) nicht gefunden. Der russische Biologe und Umweltpolitiker Alexei Wladimirowitsch Jablokow warnte, dass noch „rund tausend“ dieser Batterien, die in der Sowjetunion etwa Leuchttürme und Funkstationen mit Strom versorgten, unbewacht und ohne Warnzeichen im Gebiet der früheren Sowjetunion herumlägen.